# Речники
Речники, или элмиды (лат. Elmidae) — семейство насекомых из отряда жесткокрылых, насчитывающее около 1300 видов.

## Описание
Жуки от двух до пяти мм в длину. Один из новых видов, открытых в 2018 году был назван Grouvellinus leonardodicaprioi в честь известного артиста Леонардо Ди Каприо.

### Морфология жука
Тело продолговатое или овальное, сильно выпуклое. Верхняя часть покрыта короткими волосками. Тёмное, нередко с осветленными пятнами на надкрыльях.
Частично вытянутая голова в переднегрудной сегмент, с крупными глазами, отделенным ото лба наличником и крупным поперечным лабрумом.

## Палеонтология
Древнейшие речники были найдены в раннемеловом испанском янтаре. Также представители семейства известны из эоценового балтийского янтаря.